# Roger Guillemin
Roger Guillemin (Dijon, 11 de enero de 1924-San Diego, 21 de febrero de 2024) fue un médico francés, ganador del Premio Nobel de Medicina en 1977.
Estudió Medicina en la Universidad de Lyon. Se trasladó a Canadá para estudiar Cirugía Experimental, posteriormente se trasladó a Estados Unidos, nacionalizándose, y se estableció en Houston (estado de Texas). Fue profesor de Fisiología de la Universidad Baylor. En 1970 se incorporó al Instituto Salk de La Jolla (estado de California).

## Biografía y aportes científicos
Roger Guillemin es hijo de un mecánico de Dijon, Raymond Guillemin (1890-1973), y de Blanche Rigollot (1900-1992).
Tras cursar el bachillerato en el Liceo Carnot de Dijon, comenzó a estudiar medicina en 1943 en la Universidad de Borgoña. En 1948, se estableció como médico generalista en Saint-Seine-l'Abbaye. Guillemin se doctoró en la Facultad de Medicina de Lyon en 1949 y ese mismo año se interesó especialmente por la endocrinología, influenciado por sus profesores P. Étienne-Martin y J. Charpy, y asistió a las conferencias de Hans Selye sobre el estrés en París.
Después se trasladó a Canadá, a la Universidad de Montreal (Quebec), donde defendió su tesis científica y trabajó en el Instituto de Cirugía y Medicina Experimental dirigido por Hans Selye, donde se doctoró en 1953. Ese mismo año se trasladó a Estados Unidos para incorporarse al cuerpo docente en el Baylor College of Medicine (Houston, Texas), donde enseñó fisiología durante 17 años (1953-1970).
En 1965 se nacionalizó estadounidense. Después, en 1970, se trasladó al Instituto Salk (San Diego, California), donde ayudó a crear el laboratorio de neuroendocrinología.
Fue miembro del Consejo de la Sociedad Americana de Endocrinología de 1969 a 1973 y fue elegido miembro de la Academia Nacional de Ciencias en 1974.
En 1975 recibió el premio Albert Lasker de Investigación Médica Básica. Fue galardonado con el Premio Nobel de Fisiología o Medicina en 1977 (con Andrew Victor Schally y Rosalyn Yalow) por sus descubrimientos de las neurohormonas (producción de hormonas peptídicas por el cerebro), en particular la identificación de la TRH y la GnRH y su papel en la liberación de FSH y LH.
Las investigaciones del profesor Guillemin pusieron de manifiesto la relación entre el sistema nervioso central y las principales funciones endocrinas. Sus trabajos propiciaron un desarrollo considerable de la neuroendocrinología al abrir un campo de exploración totalmente nuevo.
Fue presidente interino del Instituto Salk de La Jolla, California.
Retirado del Instituto Whittier en 1994, Roger Guillemin siguió siendo muy activo como conferenciante internacional y asesor científico de la industria.
Guillemin y Andrew Victor Schally descubrieron las estructuras de la TRH y la GnRH en laboratorios distintos. El proceso de este descubrimiento científico en el laboratorio de Guillemin es objeto de un estudio de Bruno Latour y Steve Woolgar, publicado como La vida en el laboratorio.
Guillemin firmó, junto con otros premios Nobel, una petición para que una delegación del Comité de los Derechos del Niño de las Organización de las Naciones Unidas visitara a un niño tibetano que se encontraba bajo arresto domiciliario en China desde 1995, a saber, Gendun Chökyi Nyima, reconocido como el 11.º Panchen Lama por el 14.º Dalái lama, Tenzin Gyatso.
Al darse cuenta de la relación entre las artes y las ciencias, Roger Guillemin siguió una carrera como pintor desde 1989.